# Nyctophilus microdon
Nyctophilus microdon — вид ссавців родини лиликових.

## Проживання, поведінка
Країни поширення: Папуа Нова Гвінея. Трапляється від 1900 до 2200 м над рівнем моря. Відомий лише за кількома зразками. Лаштує сідала на деревах і печерах, як одиночні тварини або невеликими групами. Харчується комахами в межах свого середньо-гірського лісового проживання.  

## Загрози та охорона
Загрози для цього виду не відомі. Можливо, є загроза втрати лісового і печерного місць проживання. Поки не відомо, чи вид присутній в якійсь з охоронних територій.